# Kanał wapniowy sterowany przekaźnikiem wewnętrznym
Kanał wapniowy sterowany przekaźnikiem wewnętrznym (ang. second-messenger-operated calcium channel, second-messenger-gated calcium channel) – kanał wapniowy (należący do receptorów metabotropowych) otwierany i zamykany, w odróżnieniu od kanału wapniowego sterowanego neuroprzekaźnikiem, poprzez ligand (przekaźnik II) działający po wewnętrznej części błony komórkowej, czyli od wewnątrz komórki.
Efektem otwarcia kanału wapniowego sterowanego przekaźnikiem wewnętrznym jest napływ kationów wapnia do wnętrza komórki z przestrzeni pozakomórkowej (warunkuje to gradient jonów Ca2+ skierowany do wnętrza komórki, gdyż stężenie Ca2+ w płynie pozakomórkowym jest większe niż w płynie wewnątrzkomórkowym).
Ligandy otwierające ten kanał to:
- trisfosforan inozytolu (IP3), a właściwie tetrakisfosforan inozytolu (IP4, powstały po fosforylacji IP3)
- kwas fosfatydowy, powstały po fosforylacji diacyloglicerolu.

Przeczytaj ostrzeżenie dotyczące informacji medycznych i pokrewnych zamieszczonych w Wikipedii.